# Ogy (Lessines)
Pour les articles homonymes, voir Ogy.
Ogy (en néerlandais : Oseke) est une section de la commune belge de Lessines située en Région wallonne dans la province de Hainaut. C'était une commune à part entière avant la  fusion des communes de 1977.
Le village est situé à 3 kilomètres à l'ouest de Lessines.

## Étymologie
L'origine du nom Ogy reste encore à ce jour sujette à controverse. Sur un cartulaire de 1075, le territoire est repris sous le nom de Allodium de Ogeio c'est-à-dire que le terrain était un alleu (un bien dont le possesseur ne dépendait d'aucun seigneur). La dénomination actuelle du village pourrait donc provenir du nom du propriétaire du lieu, Ogeio (Ogier), qui par déformation aurait donné Ogy (Ogier, Ogé, Ogi, Ogy). 
 Une autre hypothèse envisagée est que le nom d'Ogi dériverait du néerlandais Ooghe ou du latin Ogium (Œil) eux-mêmes issus de l'hébreu Ogiu. Saint Blaise est en effet honoré depuis toujours à Ogy pour les maladies des yeux.

## Géographie

### Limites du village
Le village est entouré par les localités de Flobecq, Ghoy, Lessines, Wannebecq et Wodecq. Il est subdivisé en quatre sections cadastrales - A. des Bois et Forêts, B. Haute Rue, C. des Rivières et D. Wastenne - et s'étend sur 844 hectares, 17 ares et 90 centiares ce qui en fait le plus petit village de l'entité lessinoise.

### Topographie et hydrographie
- Population : +/- 600 habitants (en 2003)
- Hydrographie : l'Ancre et le Tordoir ainsi que le Balty (affluent du Tordoir)
- Point culminant : 65 m

### Climat
Le climat d'Ogy est un climat tempéré océanique comme pour l'ensemble de la partie occidentale de la Belgique, cela grâce à la proximité de l'océan Atlantique qui régule le temps grâce à l'inertie calorifique de ses eaux. Le climat peut être influencé par des zones humides et douces en provenance de l'océan, mais aussi par des zones sèches (chaudes en été et froides en hiver) en provenance de l'intérieur du continent européen.
| Mois                                    | J   | F   | M   | A   | M    | J    | J    | A    | S    | O   | N   | D   | Moyenne annuelle |
| --------------------------------------- | --- | --- | --- | --- | ---- | ---- | ---- | ---- | ---- | --- | --- | --- | ---------------- |
| Températures (°C) (sous abri, moyennes) | 1,8 | 2,7 | 4,8 | 8,0 | 11,7 | 14,9 | 16,5 | 16,3 | 13,9 | 9,7 | 5,4 | 2,4 | 9,0              |
| Précipitations (hauteur moyenne en mm)  | 58  | 47  | 50  | 54  | 66   | 72   | 78   | 76   | 70   | 70  | 66  | 65  | 772              |

Les données fournies ci-dessus proviennent de l'IRM et se rapportent aux observations obtenues sur la région de Chièvres. Des données climatiques ne concernant qu'Ogy sont néanmoins disponibles sur d'autres sites météorologiques non officiels.

### Environement

#### Faune et flore d'Ogy
La zone marécageuse du Ponchaut, situé dans la vallée du ruisseau d'Ancre, constitue un refuge pour différentes espèces animales et végétales. L'espèce la plus remarquable étant la lathrée clandestine (Lathraea clandestina), une plante dépourvue de chlorophylle. La zone est mentionnée dans l'inventaire des Sites de Grand intérêt biologique (SGIB) de Wallonie comme nécessitant un statut de protection.
Les berges du ruisseau du Tordoir sont également mentionnées comme SGIB.

## Évolution démographique
- Sources : INS, Rem. : 1831 jusqu'en 1970 = recensements, 1976 = nombre d'habitants au 31 décembre.

## Histoire
Ogy est l'une des communes de l'entité lessinoise dont les origines sont les plus anciennes. Le village d'Ogy est en effet déjà cité en l'an 1007 dans un cartuaire des comtes de Flandre.
En 1057, l'évêque de Cambrai et d'Arras, Lietbert, concède toutes ses possessions ogyciennes au chapitre de Cambrai. Cependant, le chapitre de Cambrai n'est confirmé dans ses possessions qu'en 1180 par le pape Alexandre III.
L'histoire d'Ogy est intimement liée à la présence de deux seigneuries. L'une dépendait du Chapitre de Cambrai et l'autre du Comte de Flandre (qui possédait les terres de Lessines-Flobecq). Ces deux seigneuries possédaient chacune leur propre corps échevinal (composé d'un mayeur et de 4 échevins) ainsi que des propriétés fortement imbriquées les unes dans les autres. Cette dualité ne se passa pas sans heurts à tel point qu'il fallut une sentence arbitraire de l'évêque de Cambrai en 1233 pour y mettre fin. Un accord fut alors passé en 1234 entre le chapitre de Cambrai et Arnould d'Audenarde, seigneur de Lessines-Flobecq. Les engagements furent reconnus en 1247 par Jean d'Audenarde, fils d'Arnould, mais rarement respectés. C'est pour cette raison que la région de Lessines-Flobecq fut appelée Terre des Débats . Pour mettre fin à ces litiges constants, Charles Quint plaça les terres sous séquestre en 1515.

Les problèmes furent totalement résolus en 1737 quand Ogy passa sous l'autorité du Comte de Hainaut (ainsi que les communes de Lessines, Wodecq, Bois-de-Lessines et Papignies). Avec la disparition de l'Ancien Régime, l'existence des seigneuries prit fin et au XIXe siècle Ogy possédait son administration propre (1 bourgmestre, 2 échevins et 5 conseillers). Cette situation perdura jusqu'à la fusion des communes le 1er janvier 1977. Ogy est alors intégré à l'entité de Lessines.

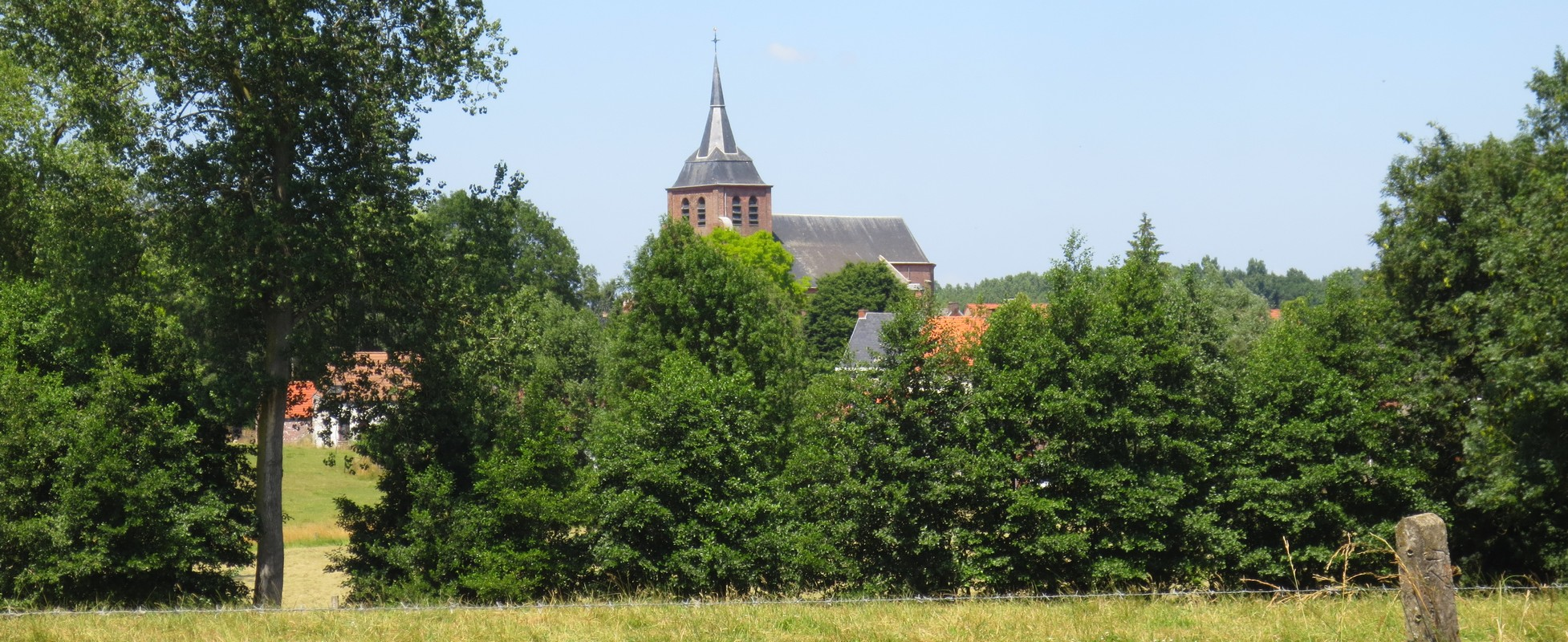
Ogy-lez-Lessines.

## Patrimoine et culture

### Monuments
- L'église Saint-Martin

Le village d'Ogy est surtout connu pour l'église Saint-Martin. L'église actuelle fut achevée en 1757 en remplacement d'une église plus ancienne détruite en 1750. L'église possède un mobilier de qualité telle qu'une chaire de vérité en chêne datant du XVIIIe siècle. Le buffet des orgues est lui daté de 1664. Les orgues furent acquises par la paroisse d'Ogy à l'église Saint-Pierre de Lessines en 1820 et ont fait l'objet d'un arrêté royal de classement. L'église possédait aussi dans ses trésors d'orfèvrerie un crucifix en bois recouvert d'argent datant du XIIe siècle. Celui-ci fut volé lors d'une exposition à Lessines en juin 1980 et n'a jamais été retrouvé.
- Le moulin à Eau

Le moulin à eau d'Ogy cessa de fonctionner en 1972. Il est l'un des plus anciens des localités environnantes et est sans doute aussi ancien que le village lui-même. Il est en effet cité dans  Le Veil Rentier de Messire Jehan de Pamelé-Audenarde en 1275. Remis à neuf et agrandi en 1445, il fut détruit en 1452 et reconstruit à nouveau. Il fut également incendié en 1916 lors de la Première Guerre mondiale et reconstruit en 1917 sous sa forme actuelle.
- Le presbytère

- La chapelle du Pape

La chapelle du Pape (Eul Capelle dou Pape en patois local) est située derrière la rue du Docteur Desénépart au croisement de deux sentiers champêtres ; le sentier de la Fontaine et le sentier du Moulin. Cette chapelle, dédiée à Notre-Dame de Lourdes, fut érigée en 1890 par Félicien Cambier en hommage à son épouse, décédée un an plus tôt. Une grotte de Lourdes artificielle est aménagée derrière la chapelle. L'origine du nom de la chapelle provient du surnom de Félicien Cambier surnommé Eul Pape par les habitants d'Ogy parce qu'il fut pendant un temps zouave pontifical au Vatican. La grotte artificielle aurait également servi à cacher du tabac pendant les deux guerres mondiales.

### Culture

#### Festivités
- Fêtes d'été d'Ogy, le 3e week-end de juillet.
- 1er dimanche d'Août, grande brocante (500 emplacements) et bourse aux cartes postales (15 exposants).
- dernier dimanche de janvier de 8 h 30 à 13 h, bourse aux cartes postales et documents anciens.

#### Angélique
Angélique est le géant - ou plutôt la géante - d'Ogy. Elle fut créée à l'initiative d'un comité composé de bénévoles d'Ogy. Ogy était en effet l'un des seuls villages de l'entité lessinoise (avec Ghoy et Ollignies) à ne pas disposer de son géant. La présentation au public ainsi que le baptême se sont déroulés le 23 septembre 2007,.

##### Un symbole d'Ogy
Angélique représente une cueilleuse de plantes médicinales, la région étant anciennement réputée pour ses herboristeries et la culture des plantes médicinales. Elle n'est pas liée à un personnage historique du village mais se veut plutôt un hommage au travail de la terre, et plus particulièrement au travail des femmes.

##### Description
- Poids : 70 à 80 kg.
- Taille : 3.47 m.

Le panier porteur est en aluminium tandis que la tête, le buste ainsi que les mains sont en polyester; la chevelure est naturelle.

##### Particularité
La caractéristique principale d'Angélique est d'être vêtue en partie de fleurs fraîches qui complètent sa robe en tissu. Le choix de la décoration florale dépendra de l'évènement et de la saison. Ainsi, lors de sa première sortie, elle était décorée selon des tons d'automne par environ 200 à 300 fleurs d'hortensias, de gerberas et des feuilles d'aspidistras.

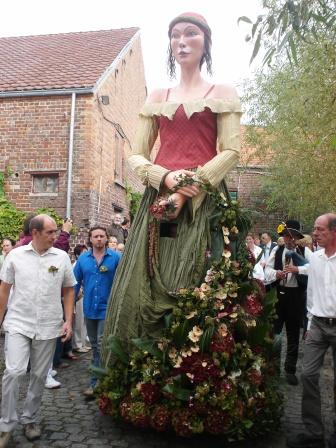
Angélique.
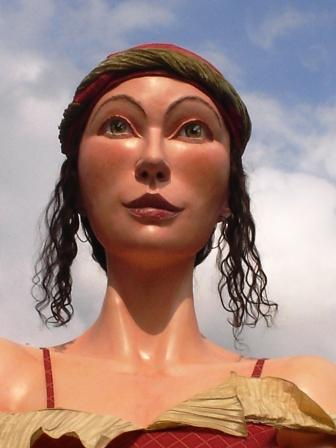
Angélique (détail).
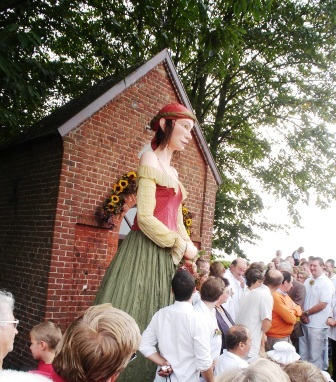
Baptême d'Angélique.

Plus d'info et d'images sur son baptême : .

## Économie

### Promenades touristiques
Il existe principalement trois promenades permettant de découvrir le village d'Ogy :
- Parcours pré-RAVeL

Ce parcours suit l'ancienne ligne de chemin de fer 87 qui reliait anciennement Lessines à Renaix. Actuellement ce parcours relie la chaussée de Grammont (Lessines) au marais des Sœurs (Flobecq). Le but de ce projet pré-RAVeL est de pouvoir à terme relier les RAVel 1 et 4.
- Promenade Ruelles et sentiers d'Ogy

Cette promenade, d'une longueur de 8 kilomètres, démarre à partir de la place du village et est idéale pour découvrir tout le patrimoine d'Ogy.
- Sentier de grande randonnée

Ogy est également traversé par un sentier de grande randonnée (SGR). Un SGR est un itinéraire qui relie plusieurs régions touristiques pouvant être parcouru à pied. Le GR 123 parcours Ogy (il passe notamment près du moulin à eau) et fait le tour du Hainaut Occidental - vallée de la Dendre, Pays des Collines et vallée de l’Escaut - sur 218 kilomètres en traversant notamment Tournai, Péruwelz, Silly, Lessines, Ellezelles, Mont de l'Enclus.

## Associations et club sportif
- Balle pelote

Ogy possède un club de balle pelote. Plusieurs catégories sont représentées :  division 1 nationale et division 2 régionale ainsi que deux équipes de jeunes.
- Les Agons.
- Société colombophile.
- L'Ogyciel.

Le l'Ogyciel est un groupe de jeunes ogyciens fondé en 1996. Les activités du groupe ont commencé par la vente aux habitants d'Ogy d'un journal (le L'Ogyciel). Réalisé entièrement par les jeunes d'Ogy, ce journal avait pour but de redynamiser le village et de mieux faire connaître aux ogyciens leur localité (le journal proposant des articles sur l'histoire du village, des interview de personnalités locales, etc.). Le projet a pris de l'ampleur au fur et à mesure des années et les activités du groupe se sont diversifiées ; la principale étant l'organisation des Fêtes d'Eté d'Ogy lors de chaque troisième week-end de juillet.
- Pensionnés d'Ogy.
- Jogging - Les ADDM Ogy (mois de juin).
- VTT des Agons d'Ogy (au mois de mai).
- Marche Adeps (27 septembre).

ADDM : Groupe de joggeurs de l'entité de Lessines - organisent le jogging La Ronde des Moulins Ogy - Challenge ACRHO.